# Szymon Stanisław Giżyński
assinatura
Szymon Stanisław Giżyński (Częstochowa; 8 de Março de 1956 — ) é um político da Polónia. Ele foi eleito para a Sejm em 25 de Setembro de 2005 com 15840 votos em 28 no distrito de Częstochowa, candidato pelas listas do partido Prawo i Sprawiedliwość.
Ele também foi membro da Sejm 2001-2005.